# John D. Rockefeller Jr.
John Davison Rockefeller, Jr., född 29 januari 1874 i Cleveland i Ohio, död 11 maj 1960 i Tucson i Arizona, var en amerikansk filantrop och medlem av familjen Rockefeller.

## Biografi
John D. Rockefeller Jr. var det femte barnet och den ende sonen till Standard Oils grundare John D. Rockefeller och var en av sin tids rikaste personer. Han gick på Browning School i New York och sedan på Brown University. Under en tid arbetade han på faderns företag. Under den stora depressionen finansierade han byggnaden Rockefeller Center och blev en av New Yorks största fastighetsägare.
Han är främst känd för sin filantropiska verksamhet efter att han och andra medlemmar i familjen skapat Rockefeller Foundation (Rockefellerstiftelsen) och grundat Rockefeller University. Rockefeller skänkte den mark som FN-skrapan är byggd på.
Han intresserade sig särskilt för naturskydd, och köpte och donerade mark för inrättandet av flera nationalparker, däribland Grand Teton, Acadia, Great Smoky, Yosemite och Shenandoah.

## Familj
John D. Rockefeller gifte sig 9 oktober 1901 med Abby Greene Aldrich, dotter till den amerikanske senatorn  Nelson Wilmarth Aldrich från Rhode Island. Paret fick en dotter och fem söner:
- Abby Rockefeller Mauzé (9 november 1903–27 maj 1976)
- John Davison Rockefeller III (21 mars 1906–10 juli 1978)
- Nelson Aldrich Rockefeller (8 juli 1908–26 januari 1979)
- Laurance Spelman Rockefeller (26 maj 1910–11 juli 2004)
- Winthrop Rockefeller (1 maj 1912–22 februari 1973)
- David Rockefeller (15 juni 1915–20 mars 2017)